# 松 (冰岛作家)
西于尔永·比吉尔·西于尔兹松（1962年8月27日—），笔名松（冰島語發音：[sjouːn]），也译作雄，冰岛诗人、小说家。他的笔名松（Sjón）来源于西于尔永（Sigurjón）的缩略，在冰岛语中意为「视野」。他经常与歌手比约克一同表演。目前，他的作品已被翻译成25种语言。

## 生平简介
1962年8月27日出生于冰岛首都雷克雅未克。十六岁时出版了自己的处女作诗集《Sýnir》。他是新超现实主义文化团体美杜莎的成员之一，也是雷克雅未克文化界的知名人士之一。
早在二十世纪八十年代，松就开始活跃于冰岛乐坛。
松在伦敦工作、居住，他的妻子以及两个孩子则长期居住在雷克雅未克。
2005年，凭借其中篇小说《蓝狐》获得北欧理事会文学奖。

## 荣誉
- 1995：新闻文化奖（DV Newspaper Culture Prize）
- 1998：冰岛广播作家基金（Icelandic Broadcasting Service Writers Fund for contribution to Icelandic literature）
- 2005：北欧理事会文学奖（Nordic Council's Literature Prize）
- 2005：冰岛书展年度最佳小说奖（Icelandic Bookseller's Prize for Novel of the Year for The Whispering Muse）
- 2009：入围外国小说奖
- 2011：提名瑞士简米卡尔斯基文学奖

## 北欧理事会文学奖评语
《蓝狐》巧妙地在诗歌和散文边界中达到了一个平衡点，该作品从冰岛英雄史诗和浪漫主义色彩的叙事艺术主题中，编织出了一个引人入胜的故事，其中又突出体现了现今的一些伦理问题。

## 作品列表

### 小说
- 《钢之夜》（Stálnótt，1987）
- 《天使，大礼帽和草莓》（Engill, pípuhattur og jarðarber，1989）
- 《你的眼睛看见了我》（Augu þín sáu mig，1994）
- 《颤抖的眼泪》（Með titrandi tár，2001）
- 《蓝狐》（Skugga-Baldur，2003）
- （2005）
- 《鲸口》（Rökkurbýsnir，2008）
- 《月亮石》（Mánasteinn. Drengurinn sem aldrei var til，2013）

### 诗集
- Sýnir: yrkingar （1978）
- Hvernig elskar maður hendur? （1981）
- Reiðhjól blinda mannsins （1982）
- Sjónhverfingabókin （1983）
- Oh! （1985）
- Leikfangakastalar sagði hún það er ekkert til sem heitir leikfangakastalar （1986）
- Drengurinn með röntgenaugun （Anthologie） （1986）
- Ég man ekki eitthvað um skýin （1991）
- Myrkar fígúrur （1998）
- söngur steinasafnarans （2007）
- ljóðasafn 1978–2008 （Anthologie） （2008）

### 编剧
- 《羊惧》（2021）

## 中译本
- 《蓝狐》，王书慧译，译林出版社，2014年[4]。